# Bruno Maurice
Pour les articles homonymes, voir Maurice.
Bruno Maurice, né le 21 janvier 1970 à Châtellerault (Vienne) est un accordéoniste et compositeur français.

## Biographie
Né le 21 janvier 1970 à Châtellerault (Vienne), Bruno Maurice commence l'apprentissage de l'accordéon à l’âge de six ans avec Arlette et Jean-Marie Dazas. A l'âge de 17 ans il suit les cours avec le concertiste Frédéric Guérouet  aux conservatoires d'Issy Les Moulineaux et d'Aubervilliers la Courneuve.
Après un baccalauréat littéraire, il obtient en 1992 une licence et un CAPES de musicologie à l'université de Tours. Pendant ses premières années d'enseignant au sein de l'éducation nationale (Loir et Cher), il se prépare aux concours internationaux à l'Académie Tchaïkovsky de Kiev (Ukraine) auprès de Vladimir Vladimirevitch Besfamilnov.
Passionné par la facture instrumentale et le son du bayan, encouragé par Vladimir Besfamilnov, il rentre de Kiev en 1997 avec un bayan Appassionata et entreprend un changement fondamental de sa technique, notamment par l'apprentissage du système russe des claviers (le clavier russe de type B, disposition inversée du clavier traditionnel italien de type C).
Il joue aujourd'hui deux instruments de cette petite série « Appassionata» conçus par l’ingénieur russe Vassili Koelchin, dont le bayan qui appartenait à Vladimir Vladimirevitch Besfamilnov (5 voix au clavier droit, deux piccolos, 19 registres, 10 mentonnières associantes, 3 voix au clavier gauche avec 138 basses).
Soliste dans la musique de chambre et symphonique avec les « Symphonistes d’Aquitaine », l’Orchestre de la Garde républicaine, le Chœur de l'Armée française, l’orchestre symphonique de Taipei. Au sein d’ensembles de création contemporaine tels que Ars Nova, 2E2M, Proxima Centauri, Laboryntus, il participe à des créations en collaborant avec les compositeurs Bernard Cavanna, Jean-Yves Bosseur, François Rossé, Etienne Rolin, Oscar Strasnoy, Martin Matalon.
Soliste, il se produit en récital dans un répertoire de tous styles et époques, de J.S Bach, M. de Falla, A. Piazzolla à V. Semyonov, de ses compositions et improvisations personnelles au répertoire contemporain de L. Berio et F. Bedrossian.
En 2005, avec Mieko Miyazaki (koto) et Manuel Solans (violon) il crée le «Trio Miyazaki » (musiques du monde). Depuis 2009 il s’associe à Jacques Di Donato dans un duo d'improvisation. En 2010, ensemble Pasarela, avec Jérôme Voisin (clarinette), Maud Lovett (violon) et Fréderic Lagarde (piano) dans un programme aux couleurs latines de l’Europe Occidentale à l’Amérique du Sud. En 2010 il crée son propre label inSpir'.
En avril 2011, invité par le professeur Cao Xiaoqing, il est le premier accordéoniste français à donner récital au conservatoire central de Pékin où il dirige des master classes. À partir de 2015 il joue au sein du trio "Evea" avec Jean-Louis Constant (violon) et Mariane Muglioni (violoncelle). En 2018 il forme le duo avec Raphaël Jouan au violoncelle, sur un répertoire allant du populaire à la musique savante. En juin 2019 il rejoint le cinéaste israélien Amos Gitaï pour la création mondiale de son œuvre multimedia "Letter to a friend in Gaza" à Charleston (USA). Le 6 juin au collège de France, ce dernier lui confie l'ouverture musicale (improvisation) de son colloque sur le processus de la création.
En octobre 2020 il accompagne la voix de Natalie Dessay aux côtés de Philippe Cassard, Alexei Kochetkov, Pippo Delbono, Jérôme Kircher, (...) dans la création d'Amos Gitaï "Exils intérieurs" au Théâtre de la Ville de Paris.
Compositeur, Bruno Maurice a écrit notamment trois concertos avec orchestre à cordes,  commandes de l'orchestre "Les Symphonistes d'Aquitaine": « Cri de Lame » (2007) pour accordéon,  "Turbulences"(2013), pour accordéon et clarinette (en duo avec Jacques Di Donato), "Aquarius" (2019) pour accordéon et bandonéon (en duo avec Juan José Mosalini).
Il enseigne aux Pôle Supérieur de Bordeaux Aquitaine (depuis 2014), au Conservatoire de Bordeaux (depuis 2001), à l’Académie-Festival des Arcs (depuis 2002) et donne des master classes dans les conservatoires en France et à l’étranger.

## Prix et diplômes
- Prix du Président de la République, 1988
- Prix d’interprétation de la SACEM, 1988
- 1er prix international soliste à Florence, 1992
- Lauréat du concours international de Stockholm, Coupes Mondiales, 1995
- Diplômé du concours international de Klingenthal, 1995
- 1er prix international de musique de chambre à Florence, 1992.

## Discographie
- "Esszencia", groupe CDL+ (1997) - Charlotte records
- "Eclats de nacre", solo, (1997) - Ciré jaune/ inSpir'
- "Appassionata" vol.1, solo, (2000) -Ciré jaune/ inSpir'
- "Appassionata" vol.2, solo, (2002) - Ciré jaune/ inSpir'
- "Saiko", Trio Miyazaki (2007), Daqui
- "La peau sur la table" de Bernard Cavanna (2010) DVD - AEON
- "Mitango", 2013 - inSpir'[6].
- "Au pays des porteurs de kilt" de Fiona Macleod (2017) CD - Oui dire éditions
- "L'homme de la route" (2019), inSpir'

## Œuvres
- "Astor", duo accordéon et saxophone alto (1989)
- "Saumur pétillant", accordéon solo (1997)
- "Suite Lumière", accordéon, 2 violons, piano (2004)
- "Suite Explorations", accordéon, hautbois, basson, harpe (2010)
- Concerto "Cri de Lame" pour accordéon et orchestre à cordes (2007)
- Double concerto "Turbulences" pour accordéon, clarinette et orchestre à cordes (2013)
- Double concerto "Aquarius" pour accordéon, bandonéon et orchestre à cordes (2019)
- "Vents du large", concertino pour accordéon et ensemble d'harmonie (2021)

## Créations
- "13 lieder, pour violon, violoncelle, accordéon et voix soprano, de Franz Schubert / Bernard Cavanna", (2001)
- "la gigue de la duchesse" de Bernard Cavanna (2003)
- "De part et d'autre", pour accordéon solo, de Jean-Yves Bosseur, (2004)
- "Slutchai", opéra de Oscar Strasnoy, (2012)
- "Recoding", pour accordéon et clarinette, de Filippo Zapponi, (2014)
- "Naked apples", duo accordéon et mandoline de François Rossé, (2014)
- "Traces X", pour accordéon et dispositif électro acoustique, de Martin Matalon, (2014).